# 메르스엘케비르
메르스엘케비르(아랍어: المرسى الكبير, 프랑스어: Mers-el-Kébir, "거대한 항구"라는 뜻)는 알제리 북서부에 위치한 오랑주의 도시로, 오랑 인근에 위치한다.
고대 로마의 항구 도시로 건설되었으며 12세기 때에는 무와히드 왕조의 해군기지로 이용되었고 15세기에는 틀렘센의 자이얀 왕조의 지배를 받게 된다. 1505년 스페인의 추기경 프란시스코 히메네스 데 시스네로스가 이끄는 군대가 이 곳을 정복했고 1708년까지 스페인의 지배를 받게 된다. 1830년 프랑스의 지배를 받게 되었고 도시 이름도 지금과 같은 이름으로 바뀌게 된다. 제2차 세계 대전 중이던 1940년 7월 3일 영국 해군과 프랑스 해군 사이에 전투(메르스엘케비르 해전)가 벌어졌다.

## 같이 보기
- 횃불 작전